# Felice Carena (Komponist)
Felice Carena (* 12. Juni 1885 in Pescara; † 11. November 1937 in Rom) war ein italienischer Komponist.

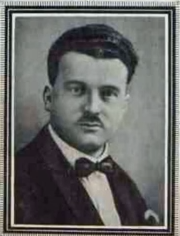
Felice Carena (1936)

Er ist bekannt für seinen Konzertwalzer „Geheimnisse der Etsch“ (ital. „I Misteri dell’ Adige“). Diesen komponierte er in der Sommerfrische 1932 im Landgasthof „Rose“ in Innichen im Pustertal für großes Sinfonieorchester. Die Bearbeitung für Blasorchester kam im Todesjahr des Komponisten heraus und wurde zu einem Standardrepertoire für Blasorchester nördlich und südlich der Alpen.